# Usseau (Vienne)
Usseau – miejscowość i gmina we Francji, w regionie Nowa Akwitania, w departamencie Vienne.
Według danych na rok 1990 gminę zamieszkiwało 521 osób, a gęstość zaludnienia wynosiła 27 osób/km² (wśród 1467 gmin regionu Poitou-Charentes Usseau plasuje się na 541 miejscu pod względem liczby ludności, natomiast pod względem powierzchni na miejscu 418).